# The Index
The Index ist ein Wolkenkratzer in Dubai (Vereinigte Arabische Emirate). Sein Name weist auf die Lage im Dubai Financial Center hin.
Das breitgezogene Gebäude ist 328 Meter hoch und weist 80 Etagen auf. Die unteren 25 Etagen sind für Büros vorgesehen, die darüberliegenden 47 Etagen beherbergen Wohnungen und Apartments. Der Bau begann 2005 und war Anfang 2010 fertig, nachdem bereits Anfang des Jahres 2009 die Endhöhe erreicht wurde.